# Agathemera elegans
Agathemera elegans är en insektsart som först beskrevs av Philippi 1863.  Agathemera elegans ingår i släktet Agathemera och familjen Agathemeridae. Inga underarter finns listade i Catalogue of Life.